# Dezhou
Dezhou (chinois : 德州 ; pinyin : Dézhōu) est une ville du nord-ouest de la province du Shandong en Chine.
Elle a accueilli le Congrès mondial des villes solaires, en 2010.

## Subdivisions administratives
La ville-préfecture de Dezhou exerce sa juridiction sur onze subdivisions - un district, deux villes-districts et huit xian :

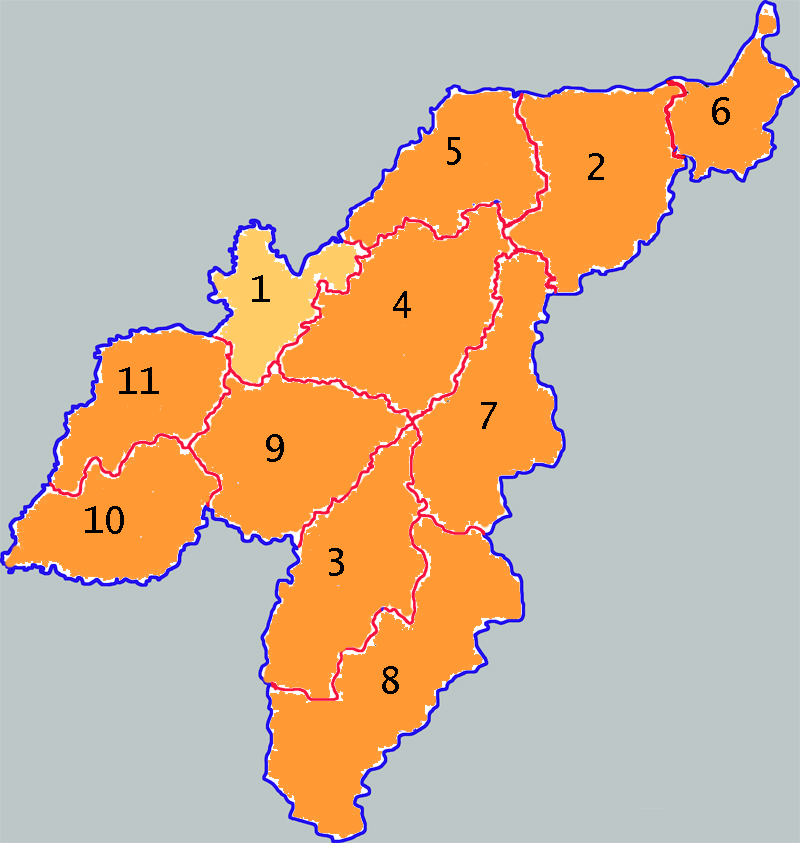

- le district de Decheng - 德城区 Déchéng Qū[2] ;
- la ville de Leling - 乐陵市 Lèlíng Shì ;
- la ville de Yucheng - 禹城市 Yǔchéng Shì ;
- le xian de Ling - 陵县 Líng Xiàn ;
- le xian de Pingyuan - 平原县 Píngyuán Xiàn ;
- le xian de Xiajin - 夏津县 Xiàjīn Xiàn ;
- le xian de Wucheng - 武城县 Wǔchéng Xiàn ;
- le xian de Qihe - 齐河县 Qíhé Xiàn ;
- le xian de Linyi - 临邑县 Línyì Xiàn ;
- le xian de Ningjin - 宁津县 Níngjīn Xiàn ;
- le xian de Qingyun - 庆云县 Qìngyún Xiàn.

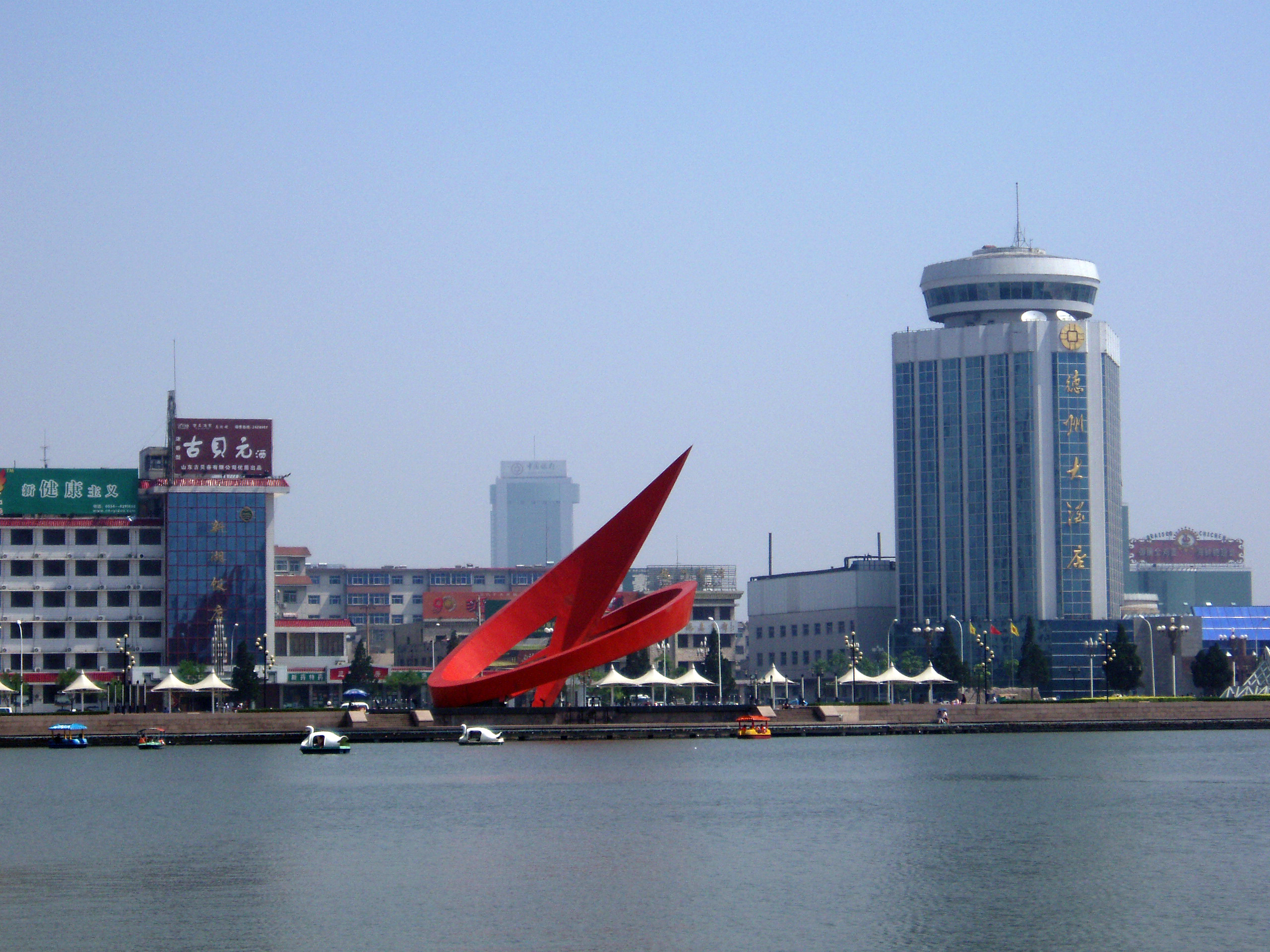
Une vue de Dezhou.
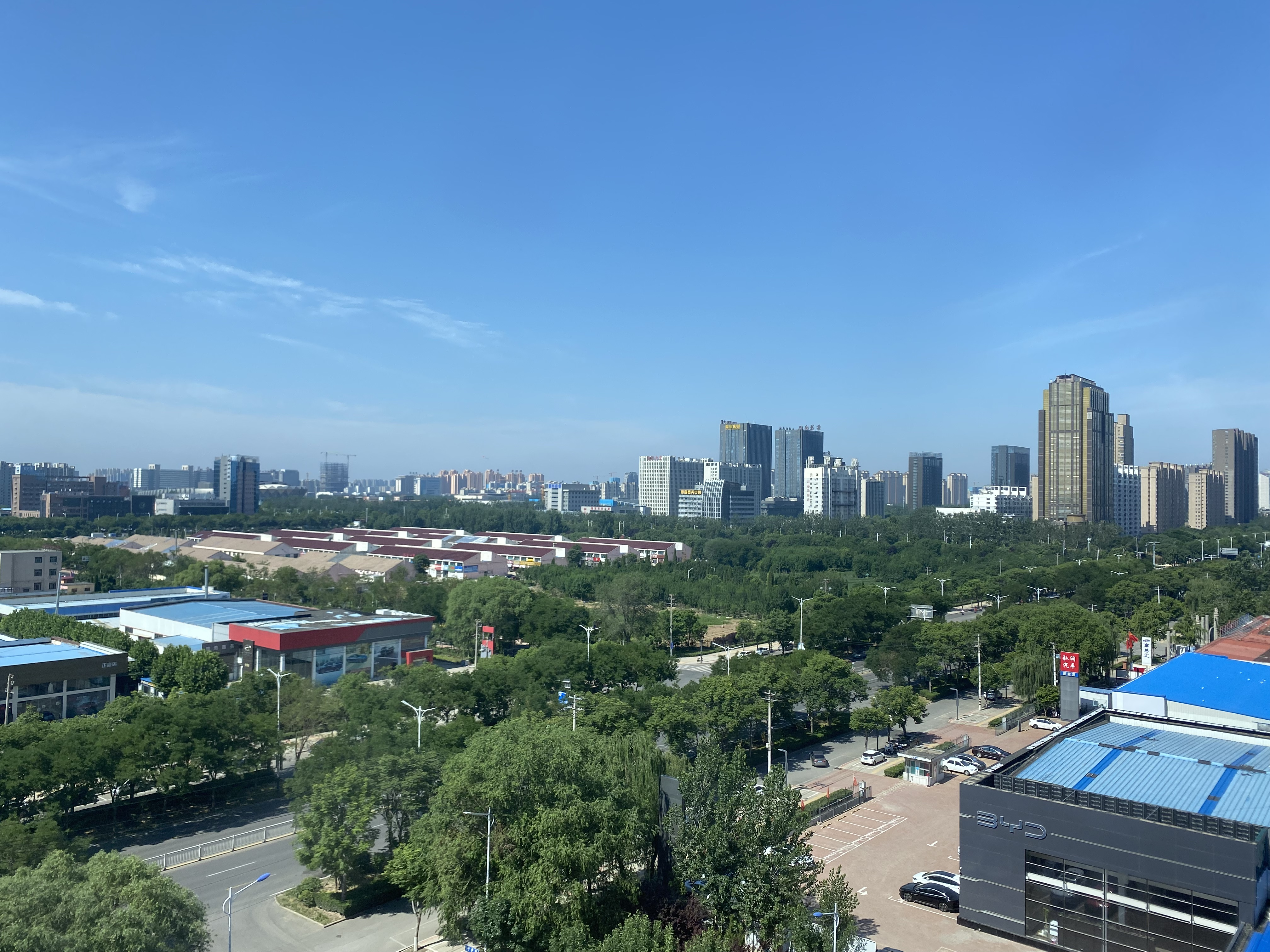
Une autre vue de Dezhou.
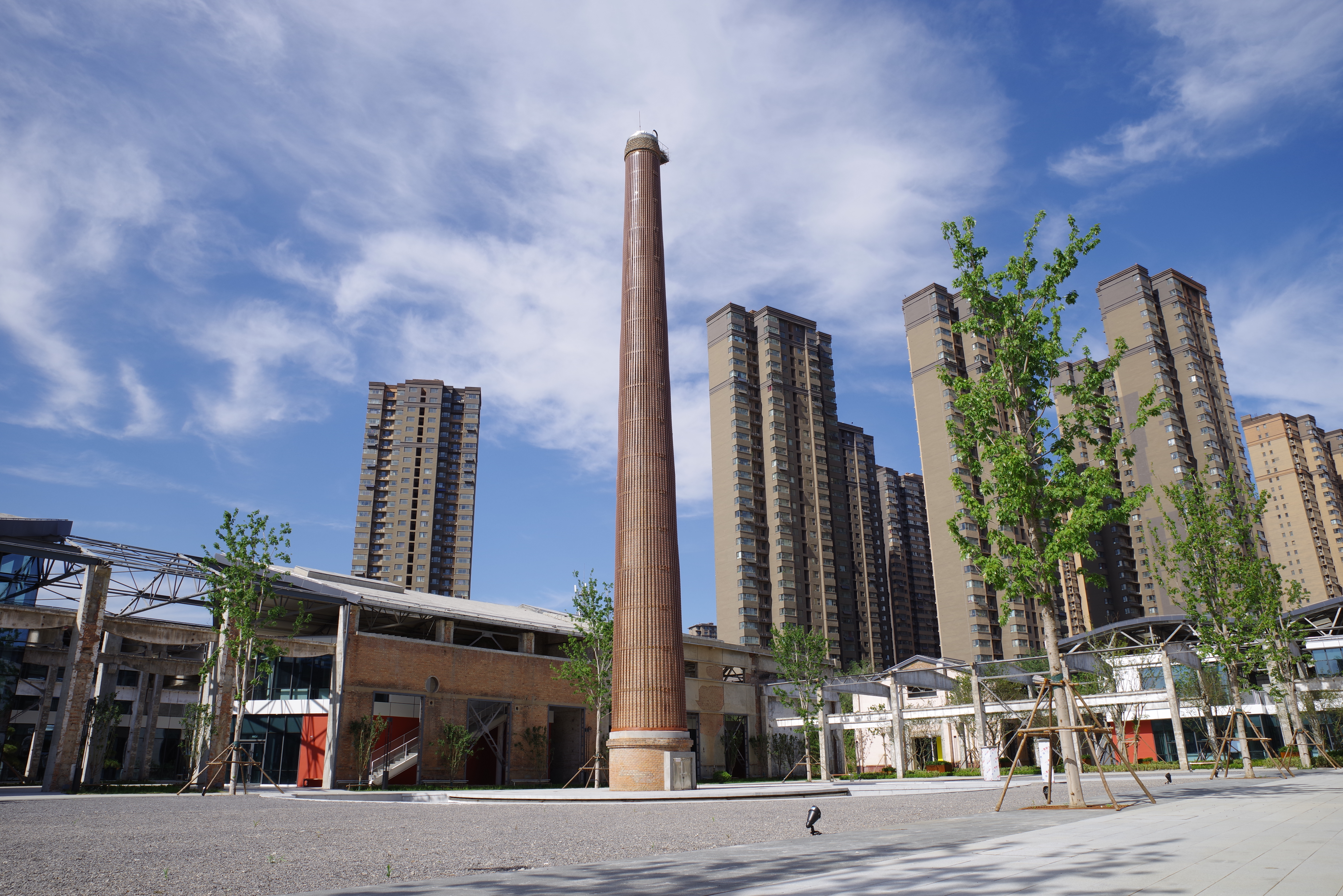